# ZMP (entreprise)
ZMP est une société de robotique japonaise fondé en 2001 à partir des travaux de recherche du Kitano Symbiotic Research du Monbusho. Elle tire son nom du point caractéristique Zero Moment Point utilisé pour la locomotion des robots humanoïdes et quadrupèdes. Son premier produit fut le robot humanoïde Pino en 2001.
Suivirent nuvo en 2005 puis le robot musical miuro en 2006. 